# Commissariato del Bassopiano Occidentale
Il commissariato del Bassopiano Occidentale era uno dei commissariati dell'Africa Orientale Italiana. Istituito nel 1904, faceva parte del governatorato dell'Eritrea. 

## Geografia
Nel 1935 confinava a nord con il Sudan anglo-egiziano, a est con il commissariato regionale del Cheren e il commissariato regionale di Hamasien, a ovest con il  Sudan anglo-egiziano, a sud con il commissariato regionale del Gasc e Setit e con il commissariato regionale del Seraè. Il territorio era montuoso nella parte est e ai confini col Sudan e raggiungeva il suo culmine nel Scecca i Rebe (1.845 m). Tra le due catene montuose c'era la valle del Barca.

## Residenze
Il commissariato comprendeva le seguenti residenze:
- residenza di Agordat
- residenza di Barentù
- residenza di Tessenei
  - vice residenza di Omhajer